# Büchner (Familienname)
Büchner ist ein deutscher Familienname. 

## Herkunft und Bedeutung
Der Name bezeichnete ursprünglich jemanden, der an oder in einem Buchenwald lebte, seltener auch jemanden, der einen Bezug zu einem Ortsnamen wie etwa Buchen(au) hatte, siehe auch den Familiennamen Buchner.
Außerhalb des deutschen Sprachraums tritt meist die Schreibweise Buechner auf.

## Namensträger
- Adolf Emil Büchner (1826–1908), deutscher Komponist und Dirigent
- Alexander Büchner (1827–1904), deutsch-französischer Schriftsteller und Literaturhistoriker
- Andreas Elias Büchner (1701–1769), deutscher Mediziner
- Barbara Büchner (* 1950), österreichische Schriftstellerin
- Benedict Jacob Römer-Büchner (1792–1863), deutscher Jurist und Historiker
- Bernd Büchner (* 1961), deutscher Physiker
- Bruno Büchner (1871–1943), deutscher Rad- und Automobilrennfahrer und Pilot
- Christine Büchner (* 1970), deutsche Theologin und Autorin
- Daniela Büchner (* 1978), deutsche Gastronomin und Fernsehdarstellerin
- Eberhard Büchner (* 1939), deutscher Sänger (Tenor)
- Ernst Büchner (Mediziner) (Karl Ernst Büchner; 1786–1861), deutscher Arzt
- Ernst Büchner (Chemiker) (1850–1925), deutscher Chemiker
- Ernst Hendrik Büchner (1880–1967), niederländischer Chemiker, siehe Ernst Hendrik Buchner
- Eugen Büchner (1861–1913), deutsch-russischer Zoologe
- Ferdinand Büchner (1823–1906), deutscher Flötist und Komponist
- Franz Büchner (Mediziner) (1895–1991), deutscher Pathologe
- Franz Büchner (Jagdflieger) (1898–1920), deutscher Jagdflieger
- Franz Büchner (Jurist) (1902–1988), deutscher Jurist und Versicherungsmanager
- Franz Büchner (Kommentator), deutscher Sportkommentator
- Frauke Büchner (* 1943), deutsche Religionspädagogin
- Frederick Buechner (1926–2022), US-amerikanischer Schriftsteller und Theologe
- Fritz Büchner (Widerstandskämpfer) (1889–1933), deutscher Widerstandskämpfer im Nationalsozialismus
- Fritz Büchner (Journalist) (1895–1940), deutscher Journalist
- Genevieve Buechner (* 1991), kanadische Schauspielerin
- Georg Büchner (1813–1837), deutscher Schriftsteller, Mediziner und Naturforscher
- Georg Büchner (Politiker) (1862–1944), deutscher Industrieller und Politiker (DDP)
- Georg Büchner (Manager) (1931–2018), deutscher Manager und Verbandsfunktionär
- Gottfried Büchner (1851–1919), deutscher Politiker (NLP)
- Heinrich Büchner (1884–1960), deutscher Kommunalpolitiker
- Helmut K. Buechner (1918–1975), US-amerikanischer Ökologe und Mammaloge
- Holger Büchner (* 1971), deutscher Hörfunkmoderator
- Howard Buechner (* 1919), US-amerikanischer Arzt, Illustrator und Schriftsteller, siehe Erschießung von SS-Männern bei der Befreiung des KZ Dachau
- Jack Buechner (1940–2020), US-amerikanischer Politiker
- Jens Büchner (1969–2018), deutscher Schlagersänger
- Joachim Büchner (Leichtathlet) (1905–1978), deutscher Leichtathlet
- Joachim Büchner (Kunsthistoriker) (1929–1991), deutscher Kunsthistoriker und Museumsleiter
- Joachim Büchner (MfS-Mitarbeiter) (* 1929), deutscher Generalmajor des Ministeriums für Staatssicherheit
- Johann Büchner (Politiker) (1756–1834), deutscher Jurist und Politiker
- Johann Andreas Wilhelm Büchner (1730–1815), deutscher Mediziner
- Johann Christoph Büchner (1736–1804), deutscher Kirchenmusiker
- Johann Gottfried Büchner (1695–1749), deutscher Archivar und Historiker
- Johannes Büchner (1902–1973), deutscher Pädagoge und Schriftsteller
- Johannes Michael Büchner (bekannt als Remstedterstifter), deutscher Lehnschultheiß
- Jörg Büchner (* 1942), deutscher Politiker (DVU)
- Karl Büchner (Redakteur) (1806–1837), Redakteur und Herausgeber (u. a. Berliner Literarische Zeitung)
- Karl Büchner (Altphilologe) (1910–1981), deutscher Altphilologe
- Karl Buechner (* um 1968), US-amerikanischer Musiker, Sänger von Earth Crisis
- Karl Georg Büchner (1813–1837), deutscher Schriftsteller, siehe Georg Büchner
- Karl Siegfried Büchner (1936–2009), deutscher Maler, Zeichner und Radierer
- Klaus Büchner (Fußballspieler) (* 1937), deutscher Fußballspieler
- Klaus Büchner (Manager), deutscher Versicherungsmanager
- Klaus Büchner (Musiker) (* 1948), deutscher Musiker, Komponist und Synchronsprecher
- Lilian Büchner (* 1992), deutsche Schauspielerin
- Ludwig Büchner (1824–1899), deutscher Arzt und Philosoph
- Ludwig Büchner (Ingenieur) (1896–1986), hessischer Unternehmer
- Luise Büchner (1821–1877), deutsche Frauenrechtlerin
- Lutz Büchner (1968–2016), deutscher Jazzsaxophonist
- Matthias Büchner (* 1953), deutscher Politiker (Neues Forum)
- Oskar Büchner (Statistiker) (1879–1943), deutscher Statistiker
- Oskar Büchner (Fußballspieler) (* 1912; † unbekannt), deutscher Fußballspieler und -trainer
- Otto Büchner (Politiker) (1865–1957), deutscher Politiker und Mitglied des Reichstags
- Otto Büchner (Musiker) (1924–2008), deutscher Geiger, Konzertmeister und Musikpädagoge
- Peter Büchner (Politiker) (1943–2009), deutscher Politiker (SPD)
- Peter Büchner (Erziehungswissenschaftler) (* 1941), deutscher Erziehungswissenschaftler und Bildungssoziologe
- Ralf Büchner (* 1967), deutscher Turner
- Regina Büchner (* 1962), deutsche Jazzmusikerin
- Richard Büchner (Politiker) (1897–1941), deutscher Politiker (NSDAP)
- Richard Büchner (Nationalökonom) (1899–1984), deutsch-schweizerischer Nationalökonom und Finanzwissenschaftler
- Richard Büchner (Schachkomponist) (1908–1929), deutscher Schachkomponist
- Robert Büchner (1904–1985), deutscher Widerstandskämpfer und Journalist
- Roland Büchner (* 1954), deutscher Kirchenmusiker
- Rudolf Büchner (1910–1988), deutscher Architekt und Hochschullehrer
- Sabine Büchner (* 1964), deutsche Illustratorin
- Thomas Büchner (1934–2016), deutscher Mediziner und Hochschullehrer
- Tom S. Buechner (1926–2010), US-amerikanischer Künstler
- Ton Büchner (* 1965), niederländischer Manager
- Vincent Büchner (* 1998), deutscher Handballspieler
- Wilhelm Büchner (Pädagoge) (1807–1881), deutscher Pädagoge und Klassischer Philologe
- Wilhelm Büchner (Apotheker) (1816–1892), deutscher Apotheker, Chemiker, Fabrikant und Politiker (DFP), MdR
- Wilhelm Büchner (Politiker, 1880) (1880–1960), deutscher Politiker (Zentrum), MdL Baden
- Willi Büchner-Uhder (1928–2003), deutscher Jurist und Hochschullehrer
- Wolfgang Büchner (Politiker), deutscher Gewerkschafter und Politiker, MdV
- Wolfgang Büchner (* 1966), deutscher Journalist und stellvertretender Sprecher